# Lekkoatletyka na Letnich Igrzyskach Olimpijskich 1920 – pchnięcie kulą mężczyzn
Pchnięcie kulą mężczyzn był jedną z konkurencji lekkoatletycznych na Letnich Igrzyskach Olimpijskich 1920. Zawody odbyły się w dniach 17-18 sierpnia. W zawodach uczestniczyło 20 zawodników z 10 państw.

## Rekordy
| Rekord świata     | 15,54 m    | Ralph Rose       | San Francisco (USA) | 21 sierpnia 1909 |
| Rekord świata     | 16,56 m(*) | Ralph Rose       | Healdsburg (USA)    | 26 czerwca 1909  |
| Rekord olimpijski | 15,34 m    | Patrick McDonald | Sztokholm (SWE)     | 10 lipca 1912    |

(*) nieoficjalny, ustanowiony w trakcie pokazu

## Wyniki

### Kwalifikacje
Do finału awansowało sześciu najlepszych zawodników.
| Miejsce | Zawodnik          | Wynik  | Kwal. |
| ------- | ----------------- | ------ | ----- |
| 1       | Elmer Niklander   | 14,155 | Q     |
| 2       | Patrick McDonald  | 14,08  | Q     |
| 3       | Ville Pörhölä     | 14,035 | Q     |
| 4       | Harry Liversedge  | 13,755 | Q     |
| 5       | Einar Nilsson     | 13,735 | Q     |
| 6       | Harald Tammer     | 13,605 | Q     |
| 7       | George Bihlman    | 13,575 |       |
| 8       | Howard Cann       | 13,52  |       |
| 9       | Bertil Jansson    | 13,27  |       |
| 10      | Armas Taipale     | 12,945 |       |
| 11      | Frederik Petersen | 12,525 |       |
| 12      | Raoul Paoli       | 12,485 |       |
| 13      | Aurelio Lenzi     | 12,325 |       |
| 14      | Giuseppe Tugnoli  | 12,07  |       |
| 15      | Henri Dozolme     | 11,965 |       |
| 16      | Erik Blomqvist    | 11,935 |       |
| 17      | Ignacio Izaguirre | 11,235 |       |
| 18      | Gustave Wuyts     | 11,045 |       |
| 19      | Luigi Antognini   | 10,32  |       |
| 20      | Léon Pottier      | 10,10  |       |

### Finał
| Miejsce | Zawodnik         | Wynik  |
| ------- | ---------------- | ------ |
| 1       | Ville Pörhölä    | 14,81  |
| 2       | Elmer Niklander  | 14,155 |
| 3       | Harry Liversedge | 14,15  |
| 4       | Patrick McDonald | 14,08  |
| 5       | Einar Nilsson    | 13,87  |
| 6       | Harald Tammer    | 13,605 |